# Líricas (álbum)
| Críticas profissionais | Críticas profissionais |
| Avaliações da crítica  | Avaliações da crítica  |
| Fonte                  | Avaliação              |
| ---------------------- | ---------------------- |
| Allmusic               | [ 1 ]                  |

Líricas é o terceiro disco de estúdio do cantor e compositor brasileiro Zeca Baleiro. Lançado em 2000, e composto por 12 canções, o álbum é caracterizado pela textura acústica: foram usados violoncelos, violinos, clarinete, acordeom e outros instrumentos do gênero. Analisando a discografia do artista, nota-se a peculiaridade: o disco anterior, Vô Imbolá de 1999 teve tonalidade mais sincretista, enquanto o sucessor de 2002, Pet Shop Mundo Cão teria influência da música eletrônica.
Lançado pela gravadora MZA Music, do produtor Mazzolla, com distribuição da Universal Music Group, o álbum atingiu a marca de Disco de Ouro.

## Faixas
| N.º            | Título                       | Compositor(es)                                             | Info                                                                                      | Duração |  |
| 1.             | "Minha Casa"                 | Zeca Baleiro                                               |                                                                                           | 3:51    |  |
| 2.             | "Comigo"                     | Zeca Baleiro                                               |                                                                                           | 3:26    |  |
| 3.             | "Proibida Pra Mim"           | Chorão/ Marcão/ Thiago Castanho/ Champignon/ Renato Pelado |                                                                                           | 3:12    |  |
| 4.             | "Babylon"                    | Zeca Baleiro                                               |                                                                                           | 4:05    |  |
| 5.             | "Balada Para Giorgio Armani" | Zeca Baleiro                                               |                                                                                           | 4:06    |  |
| 6.             | "Ê Boi"                      | Zeca Baleiro                                               |                                                                                           | 4:17    |  |
| 7.             | "Nalgum Lugar"               | Zeca Baleiro                                               | musicado por Zeca Baleiro sobre poema de E. E. Cummings com tradução de Augusto de Campos | 3:57    |  |
| 8.             | "Quase Nada"                 | Zeca Baleiro/ Alice Ruiz                                   |                                                                                           | 3:56    |  |
| 9.             | "Você Só Pensa em Grana"     | Zeca Baleiro                                               |                                                                                           | 5:02    |  |
| 10.            | "Banguela"                   | Zeca Baleiro                                               |                                                                                           | 3:25    |  |
| 11.            | "Blues do Elevador"          | Zeca Baleiro                                               |                                                                                           | 3:55    |  |
| 12.            | "Brigitte Bardot"            | Zeca Baleiro                                               |                                                                                           | 7:32    |  |
| Duração total: | Duração total:               | Duração total:                                             | Duração total:                                                                            | 50:44   |  |

## Certificações e Vendas
| Ano  | Empresa | Certificação | Vendagem  | Ref.  |
| ---- | ------- | ------------ | --------- | ----- |
| 2003 | ABPD    | ouro         | 100.000 + | [ 3 ] |

## Prêmios e Indicações
| Ano  | Prêmio                | Indicação/Categoria                         | Trabalho (Canção/Álbum) | Resultado | Ref.  |
| ---- | --------------------- | ------------------------------------------- | ----------------------- | --------- | ----- |
| 2001 | Grammy Latino de 2001 | "Melhor Álbum Pop Contemporâneo Brasileiro" | Líricas                 | Indicado  | [ 4 ] |